# Hans-Otto Grünefeldt
Hans-Otto Grünefeldt (* 4. November 1915 in Langensalza; † 4. November 1991) war ein deutscher Fernsehproduzent und -programmdirektor.

## Leben
Hans-Otto Grünefeldt kam 1946 zu Radio Frankfurt, dem Vorläufer des heutigen Hessischen Rundfunks. Nach verschiedenen Stationen beim Hörfunk wurde er 1957 Leiter der Hauptabteilung Spiel, Unterhaltung und Nachmittagsprogramm beim Fernsehen. 1962 wechselte Grünefeldt zum Westdeutschen Rundfunk, kehrte aber bereits im darauffolgenden Jahr zum Hessischen Rundfunk zurück, wo er den Posten des Fernseh-Programmdirektors übernahm, den er bis zu seiner Pensionierung im Jahr 1981 innehatte.
Zu Beginn seiner Laufbahn beim Hörfunk schrieb Grünefeldt einige Hörspiele. Im Fernsehen war er 1965 in der Verfilmung von Heinrich Bölls Kurzgeschichte Doktor Murkes gesammeltes Schweigen zu sehen, 1970 hatte er einen Auftritt im Blauen Bock.
Hans-Otto Grünefeldt war von 1950 bis zu seinem Tod mit der Schlagersängerin und Schauspielerin Maria Mucke (1919–2018) verheiratet, mit der er die Tochter Susanne hatte. Gemeinsam ruht das Paar auf dem Friedhof Thalerfeld in Kronberg im Taunus.

## Filmografie

### Als Produzent
- 1953: Wo blieb deine Schulweisheit?
- 1957: Die glücklichen Vier
- 1958: Sieben auf einen Streich – Das heitere Tele-Toto
- 1959: Der große Wurf

### Als Produktionsleiter
- 1953–1956: Wer gegen wen – ferngesehen (11 Folgen)
- 1956: Zwei auf einem Pferd
- 1961: Kleine Stadt – ganz groß (Flensburg gegen Konstanz)

## Hörspiele

### Als Autor
- 1947: Achtung! Gefahr aus Spanien (Regie und Sprecher unbekannt)
- 1947: Der Fall Taylor (Regie und Sprecher unbekannt)
- 1947: Ich habe ein Verbrechen gut (Regie: Eduard Hermann, Sprecher: Wilhelm Pilgram, Alwin Joachim Meyer, Friedl von der Heyden u. a.)

### Als Sprecher
- 1947: Die letzten Tage der Menschheit – Autor: Karl Kraus – Regie: Theodor Steiner